# Silver City (film, 2004)
Pour les articles homonymes, voir Silver City.
Pour plus de détails, voir Fiche technique et Distribution.
Silver City ou Silver City : La Montagne électorale au Québec, est un film policier et politique américain de John Sayles, sorti en 2004.

## Synopsis
Dickie Pilager, fils du sénateur Judson Pilager, gouverneur du Colorado, et lui-même mène campagne pour succéder à son père au poste de gouverneur, pêche - en plein clip promo - un… cadavre. L'enquête sur les possibles commanditaires de cette « farce » est confiée, par l'entourage du candidat, à un privé, l'ex-journaliste d'investigation Danny O'Brien.
L'occasion d'une plongée dans les coulisses politiques et industrielles de cet état à la riche nature sauvage.

## Fiche technique
- Titre original : Silver City
- Titre québécois : Silver City : La Montagne électorale
- Réalisation : John Sayles
- Scénario : John Sayles
- Musique : Mason Daring
- Photographie : Haskell Wexler
- Montage : John Sayles
- Production : Maggie Renzi
- Société de production : Anarchist's Convention Films
- Distribution : Newmarket Films (États-Unis) Floris Film (France)
- Pays :  États-Unis
- Genre : Comédie dramatique, thriller
- Durée : 128 minutes
- Dates de sortie :
 17 septembre 2004
 22 juillet 2009

## Distribution
- Danny Huston (V.Q. : Jacques Lavallée) : Danny O'Brien, enquêteur dans une agence privée, ancien reporter viré du Monitor Mountain
- Maria Bello (V.Q. : Anne Bédard) : Nora Allardyce, journaliste au Monitor Mountain et ex de Danny
- Chris Cooper (V.Q. : Jean-Marie Moncelet) : Dickie Pilager, probable futur gouverneur du Colorado, en campagne, fils du sénateur Judson Pilager
- Daryl Hannah (V.Q. : Hélène Mondoux) : Maddy Pilager, sœur rebelle de Dickie
- Billy Zane (V.Q. : Daniel Picard) : Chandler Tyser, le réaliste petit ami de Nora
- Richard Dreyfuss (V.Q. : Luis de Cespedes) : Chuck Raven, directeur de campagne de Pilager
- Kris Kristofferson (V.Q. : Aubert Pallascio) : Wes Benteen, milliardaire qui finance une partie de la campagne de Pilager
- James Gammon (V.Q. : Vincent Davy) : le sheriff Joe Skaggs
- Mary Kay Place (V.Q. : Chantal Baril) : Grace Seymour, la patronne de Danny
- Sal Lopez (V.Q. : Jacques Lussier) : Tony Guerra, le latino recruté par Danny
- Tim Roth (V.Q. : Benoît Gouin) : Mitch Paine, ancien reporter viré du Monitor Mountain, travaille pour un site Web underground
- Michael Murphy : le sénateur Judson Pilager, père de Danny et gouverneur du Colorado
- Luis Sagar : Vince Esparza, le terrible trafiquant d'émigrés
- Alma Delfina (V.Q. : Nathalie Coupal) : Lupe, la femme de ménage de l'agence, interprète pour Danny
- Miguel Ferrer (V.Q. : Guy Nadon) : Cliff Castleton, le politicien d'ultra-droite
- Stephen Brackett : Dewey Jr, le fils métis de Maddy Pilerget
- David Clennon (V.Q. : Alain Fournier) : Mort Seymour, le mari de Grace
- Denis Berkfeldt : le révérend Tubbs, très écouté par Dickie Pilager
- Thora Birch (V.Q. : Aline Pinsonneault) : Karen Cross, jeune assistante de Mitch au site Web, qui aide Danny à obtenir des informations
- Cajardo Lindsey : Lloyd
- Ralph Waite (V.Q. : Yves Massicotte) : Casey Lyle

Source et légende : Version québécoise (V.Q.) sur Doublage Québec.

## Distinctions
Silver City est un véritable « globe-trotter » des festivals internationaux.
Il a ainsi concouru la Coquille d'or du Festival International du Film de San Sebastián en Espagne.
Il a remporté le prix de la Société américaine du film politique en 2005 dans la catégorie Démocratie.